# Лаури (Јужна Дакота)
Лаури (енгл. Lowry) град је у америчкој савезној држави Јужна Дакота.

## Демографија
По попису из 2010. године број становника је 6, што је 4 (-40,0%) становника мање него 2000. године.
| Група             | 2000.       | 2010.     |
| Белци             | 10 (100,0%) | 5 (83,3%) |
| Афроамериканци    | 0 (0,0%)    | 0 (0,0%)  |
| Азијати           | 0 (0,0%)    | 0 (0,0%)  |
| Хиспаноамериканци | 0 (0,0%)    | 0 (0,0%)  |
| Укупно            | 10          | 6         |